# ثقافة تنظيمية

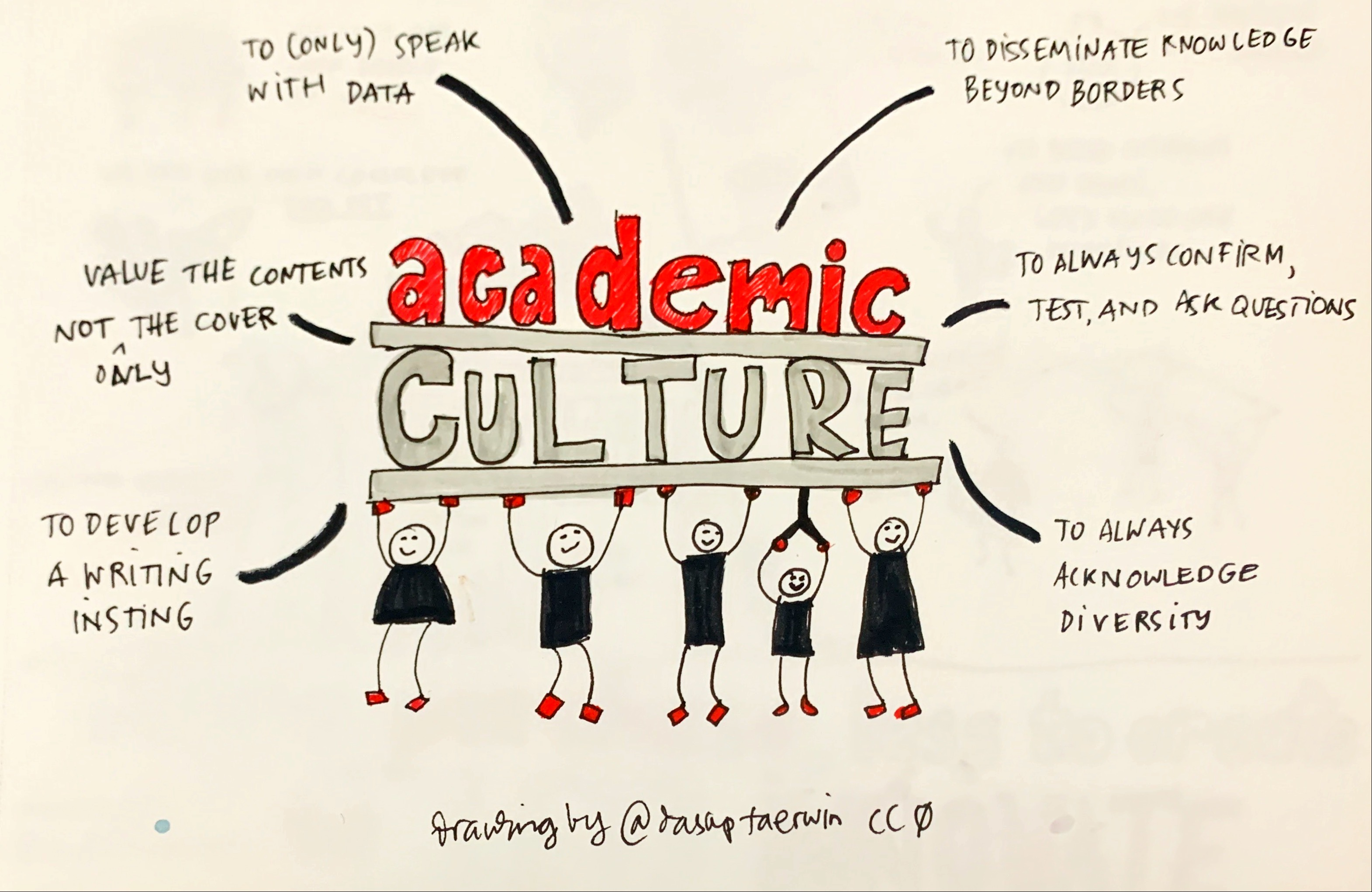
الثقافة التنضيمية هي أهم السلوكيات التي تمهد الإنسانية و ترمز إلى مختلف المجتمعات في العالم

تشمل الثقافة التنظيمية القيم والسلوكيات التي تسهم في البيئة الاجتماعية والنفسية الفريدة لمؤسسة ما. تؤثر الثقافة التنظيمية على الطريقة التي يتفاعل بها الناس، والسياق الذي تُنشأ المعرفة فيه، والمقاومة التي سيبدونها تجاه بعض التغييرات، وفي النهاية الطريقة التي يتشاركون (أو الطريقة التي لا يتشاركون) المعرفة بواسطتها. تمثل الثقافة التنظيمية القيم الجماعية والمعتقدات ومبادئ المنظمات الأعضاء. وقد تتأثر الثقافة التنظيمية أيضًا بعوامل مثل التاريخ ونوع المنتج والسوق والتكنولوجيا والاستراتيجية ونوع الموظفين وأسلوب الإدارة والثقافة الوطنية. تشمل الثقافة رؤية المنظمة وقيمها وقواعدها وأنظمتها ورموزها ولغتها وافتراضاتها وبيئتها وموقعها ومعتقداتها وعاداتها.
يصف رافاسي وشولتز (2006) الثقافة التنظيمية بأنها مجموعة من الافتراضات المشتركة التي توجه السلوكيات. تُعد الثقافة التنظيمية أيضًا نمط السلوك الجماعي والافتراضات التي تُدرس للمنظمات الأعضاء الجدد على أنها طريقة للإدراك والتفكير والشعور. لذا، تؤثر الثقافة التنظيمية على الطريقة التي يتفاعل بها الأفراد والمجموعات مع بعضهم ومع العملاء ومع أصحاب المصالح. بالإضافة إلى ذلك، قد تؤثر الثقافة التنظيمية على مدى تماهي الموظفين مع المنظمة.
طور شين (1992) وديل وكينيدي (2000) وكوتر (1992) فكرة امتلاك المنظمات في الغالب لثقافات مختلفة جدًا ولثقافات فرعية أيضًا؛ فعلى الرغم من امتلاك الشركة لـ«ثقافتها الفريدة الخاصة بها»، يوجد في بعض المنظمات الكبرى ثقافات فرعية مشتركة أو متعارضة، على اعتبار ارتباط كل ثقافة فرعية بفريق إدارة مختلف. يقترح فلامهولتز وراندل (2011) إمكانية نظر الفرد إلى الثقافة التنظيمية على أنها «شخصية مشتركة»؛ ويعرّفونها بأنها مؤلفة من القيم والمعتقدات والقواعد التي تؤثر على سلوك الأفراد بصفتهم أعضاء في منظمة ما.

## الأصول
قدّم الدكتور إليوت جاك مصطلح الثقافة ضمن السياق التنظيمي لأول مرة في كتابه الثقافة المتغيرة لمصنع ما في عام 1951. يُعتبر هذا الكتاب تقريرًا منشورًا عن «دراسة حالة التطورات في الحياة الاجتماعية لمجتمع صناعي واحد بين أبريل 1948 ونوفمبر 1950».  تمثل «الحالة» شركة بريطانية عامة ومشتركة بشكل رئيس في تصنيع المحامل المعدنية وبيعها وصيانتها. تهتم الدراسة بوصف السلوكيات التنظيمية لمجموعة الشركة وتحليلها وتطويرها.
وفقًا للدكتور إليوت جاك فإن «ثقافة المصنع هي طريقته المعتادة والتقليدية في التفكير والقيام بالأشياء، أي الطريقة التي يتقاسمها جميع أعضاء المصنع بدرجة أكبر أو أقل منه، والتي يجب أن يتعلمها الأعضاء الجدد، ويقبلونها جزئيًا على الأقل، في سبيل قبول عملهم في الشركة...». يمكن القول بعبارات بسيطة إنه بقدر ما يستطيع الناس تبادل أمانيهم ورغباتهم وتطلعاتهم المشتركة، بقدر ما يمكنهم الالتزام بالعمل معًا. إنها مسألة القدرة على الاهتمام بنفس الأشياء، وهي تنطبق على الدول عمومًا وأيضا على الجمعيات والمنظمات داخل الدول.
أنشأ الدكتور إليوت جاك -وفق مفهومه حول التنظيم المطلوب- قائمة من الاستحقاقات القيمة أو القيم التنظيمية التي يمكن أن تحصل على التزام الناس الكامل، في سبيل توضيح عمله في الثقافة المتغيرة لمصنع ما. تشكل هذه الاستحقاقات القيمة أو القيم التنظيمية معًا ثقافة تنظيمية أو عقيدة:
- المعاملة العادلة والمنصفة للجميع، بما في ذلك الأجر العادل القائم على فروقات الأجر المنصفة حسب مستوى العمل وتقدير الجدارة المتعلق بتقييم الفعالية الشخصية.
- تفاعل الإدارة بين المديرين والمرؤوسين، بما في ذلك السياق المشترك وتقييم الفعالية الشخصية والتعقيبات والتقدير والتدريب.
- التحديد الواضح للمساءلة والسلطة بهدف توليد الأمانة والثقة ضمن جميع علاقات العمل.
- التعبير عن الرؤية التنظيمية طويلة الأجل من خلال التواصل المباشر مع الجهات العليا.
- توفير الفرص للجميع -بشكل فردي أو من خلال ممثلين- للمشاركة في تطوير السياسات.
- العمل من أجل الجميع على مستوى متناسب مع مستوى قدراتهم وقيمهم واهتماماتهم المحتملة.
- إتاحة الفرصة أمام الجميع من أجل التقدم مع نضوج قدرات الفرد المحتملة، بما يتناسب مع الفرص المتاحة.

يكمن دور القيادة الإدارية في كل مستوى تنظيمي في جعل هذه القيم التنظيمية واقعية من الناحية التنفيذية.

## الاستعمال
تشير الثقافة التنظيمية إلى الثقافة في أي نوع من المؤسسات بما في ذلك ثقافة المدارس والجامعات والمجموعات غير الربحية أو الوكالات الحكومية أو الكيانات التجارية. في الأعمال التجارية، غالبًا ما تُستعمل مصطلحات مثل الثقافة التجارية وثقافة الشركات من أجل الإشارة إلى مفهوم مماثل. أصبح مصطلح الثقافة التجارية معروفًا على نطاق واسع في عالم الأعمال في أواخر ثمانينيات القرن الماضي وأوائل تسعينياته. استعمل المديرون وعلماء الاجتماع والمنظرون التنظيميون بالفعل مصطلح الثقافة التجارية في بداية ثمانينيات القرن الماضي. ظهرت الفكرة المتعلقة بالمناخ التنظيمي في ستينيات القرن الماضي وسبعينياته، وتداخلت المصطلحات حينها إلى حد ما.
إذا نُظر إلى الثقافة التنظيمية على أنها شيء يميز المنظمة، قد يمكن حينها معالجتها وتغييرها اعتمادًا على القيادة والأعضاء. تنظر الثقافة -باعتبارها استعارة جذرية- إلى المنظمة على أنها ثقافتها، التي أُنشئت عبر التواصل والرموز، أو الاستعارات المتنافسة. تُعتبر الثقافة أساسيةً، مع وجود الخبرة الشخصية التي تنتج مجموعة متنوعة من وجهات النظر.
يُعرف منظور التواصل التنظيمي على ثقافة وجهات النظر الثقافية في ثلاث طرق مختلفة:
- التقليدية: تستعرض الثقافة من خلال أشياء موضوعية مثل القصص والطقوس والرموز.
- التفسيرية: تستعرض الثقافة من خلال شبكة من المعاني المشتركة (تبادل أعضاء المنظمة لمعاني شخصية).
- التفسيرية الناقدة: تستعرض الثقافة من خلال شبكة من المعاني المشتركة وأيضًا من خلال صراعات القوة التي أوجدتها شبكة مماثلة من المعاني المتنافسة.

يُعرّف مدير الأعمال برنارد إل روسوير (2013) الثقافة التنظيمية بأنها حالة تولد: وهي حالة معقدة للغاية غير قابلة للحساب، وتنتج عن مزيج من بعض المكونات. يحدد روزاوير المكونات الثلاثة التي يمكن التحكم فيها والتي (كما يدعي) توجه ثقافة العمل في «منحنيات الجرس الثلاثة: فك تشفير ثقافة الأعمال»:
1. الموظف (التركيز على المشاركة).
2. هدر العمل (التركيز على الحد من زيادة قيمة الهدر).
3. العميل (التركيز على إمكانية الإحالة).

كتب روزاوير: تهدف منهجية منحنيات الجرس الثلاثة إلى جمع الإدارة والموظفين والعمل والعميل معًا للتركيز دون إلهاء، ما يؤدي إلى تحسين الثقافة والعلامة التجارية. يقول روزاوير: «إذا لم تكن المنهجية غير قابلة للنسيان، فلن تُستعمل. منهجية منحنيات الجرس الثلاثة بسيطة (بهدف استذكارها الدائم) ولكن يتطلب تنفيذها إدارة واجتهادًا كبيرين. يمكن توجيه الثقافة من خلال إدارة المقومات».

## تصنيف الأنماط الثقافية
يشير مصطلح التصنيف إلى «الدراسة أو التحليل أو التصنيف بالاعتماد على الأنواع أو الفئات». قد تُستعمل الثقافة التنظيمية والمناخ عن طريق الخطأ بشكل متبادل. وُصفت الثقافة التنظيمية على أنها مُثُل المنظمة ورؤيتها ورسالتها، في حين يُعرف المناخ بشكل أعمق بأنه المعنى المشترك للموظفين المتعلق بسياسات الشركة وإجراءاتها وأنظمة المكافآت/ العقوبات الخاصة بها. يمكن أن تسهم العديد من العوامل -التي تتراوح بين تصوير القوة النسبية والقضايا السياسية والوطنية- في نوع أو أنواع الثقافة التي تمكن ملاحظتها في المنظمات والمؤسسات من جميع الأحجام.